# Devils Diciples
Devils Diciples Motorcycle Club (DDMC) er en rockergruppe som blev grundlagt i Fontana, Californien i 1967. Ordet outlaw indikerer, at rockergruppen ikke er sanktioneret af American Motorcyclist Association (AMA) og derfor ikke følger AMA's regler. Rockergruppen havde oprindeligt tolv medlemmer, og ordet "disciples" blev stavet forkert med vilje. Deres logo er et motorcykelhjul med to treforke krydset over hinanden. I USA, har rockergruppen afdelinger i Alabama, Arizona, Californien, Illinois, Indiana, Michigan, Mississippi og Ohio. Klubben har hovedkvarterer Clinton Charter Township, Michigan, Port Huron, Michigan, og Detroit og har omkring 150 fuldgyldige medlemmer.

## Kontroverser
Siden 1995, er en række medlemmer fra rockergruppen blevet anklaget eller dømt for salg eller fremstilling af ulovlige stoffer. Hells Angels-medlemmet John R. Bartolomeo afsoner en dom på 35-års fængsel for mordet på Devils Diciples-medlemmet William "Cats" Michaels, den 29. juni, 1995. Phil Muello, en agent fra amerikanske Drug Enforcement Administration (DEA) som infiltrerede Hells Angels, udtalte at Bartolomeo var "prospect" (kommende medlem) af Hells Angels, og at han dræbte et rivaliserende bandemedlem for at bevise, at han var værdig til at være blive et fuldgyldigt medlem af Hells Angels.
I november 2006, afsluttede distrikts-domstolen i Detroit sin første store metamfetamin-sag efter de havde dømt 2 Devils Diciples-medlemmer og 5 sammensvorne i forbindelse med en sag om fremstilling af metamfetamin.
En undersøgelse af rockergruppen blev påbegyndt i 2002, og for nylig er anklageren blevet bedt om at droppe de sidste anklager mod rockergruppens præsident, Jeff "Fat Dog" Garvin Smith, for "at undgå at kompromittere en igangværende efterforskning, og fordi retfærdighedens interesser kræver det." Anklager mod 17, andre klubmedlemmer (eller associerede medlemmer) blev tabt i april. Sigtelserne på baggrund af narkotikahandel samt andre lovovertrædelser, gjorde at 18 formodede medlemmer af Devils Diciples blev anholdt den 2. april, 2009 af Federal Bureau of Investigation. Under ransagningen blev, 42 skydevåben, 3,000 patroner, 3 skudsikre veste, $12,000, 15 casino-maskiner, 1,000 Vicodin- og OxyContin piller, 1½ pund methamphetamine og 55 pund marijuana beslaglagt. De resterende sigtelser mod Smith handlede blandt andet om "en voldelig forbrydelse, iført skudsikker vest" samt "brug af en kommunikations-facilitet (en telefon) for at fremme handel med narkotika".
Paul Cassidy, dommer i distrikts-domstolen i New Baltimore, Michigan blev i april 2009 undersøgt for angiveligt at have givet særbehandling til bandens medlemmer. Han er en barndomsven af deres præsident Jeff Garvin Smith. Cassidy annoncerede hans pension efter hans hjem og kontor blev ransaget i forbindelse med undersøgelsen af Devils Diciple.
I 2011, blev Stephen J. Kinzey, en kinesiologi-professor ved California State University, San Bernardino anklaget for at smugle metamfetamin, mens han var medlem af banden.
Duane "Dog" Chapman, som i dag er en berømt dusørjæger, var tilknyttet klubben i løbet af sin opvækst.